# ساینس‌اسکیپ
ساینس‌اسکیپ (به انگلیسی: Sciencescape) یکی از موسسات ارزشیابی و فعالیت پژوهش‌گران در عرصهٔ انتشار مقالات معتبر علمی‌ست، که مقالاتی را که در مجلات علمی بین‌المللی (مؤسسه اطلاعات علمی) نشر می‌شوند، به صورت سالیانه گزارش می‌نمایند.